# Ramon Masià
Ramon Masià (Barcelona, 23 de gener de 1957) és un empresari, advocat i economista català.
Es va llicenciar en Dret i Ciències econòmiques per la Universitat de Barcelona. Va iniciar el seu recorregut a la Cambra l'any 1998, al costat de l'expresident Antoni Negre, en qualitat de cap de campanya per a la seva última legislatura (1991-2002). Posteriorment, va gestionar les tres campanyes electorals del llavors president de la Cambra, Miquel Valls (2002-2006, 2006-2010 i 2010-2018). Addicionalment, Masià és membre del Ple des de 2002.
L'any 2018, va anunciar la seva candidatura per a la Presidència de la Cambra de Comerç de Barcelona sota el lema Anem per feina, per rellevar a Miquel Valls després de 16 anys al càrrec.
De la seva trajectòria professional destaca que va ser soci del Gabinet Jurídic Negre, Abellò, i Masià Associats; Director de l'àrea internacional de Freixenet; Cònsol Honorari de la República de Corea i Conseller General de CaixaBank. Així mateix, és administrador de l'empresa SERVIAUX2014 SLU, Membre del Ple de la Cambra de Comerç de Barcelona, membre del Comitè Executiu de Turisme de Barcelona i Vicepresident Executiu de la Fundació Barcelona Promoció. També presideix Plus Europe Association i Self Employed and Small Companies Association.